# دائرة تونس الأولى الانتخابية
دائرة تونس الأولى الانتخابية (تونس 1) كانت سابقا واحدة من 27 دائرة انتخابية تونسية و واحدة من اثنين من المناطق التي تشكل ولاية تونس. تشمل معتمديات المدينة، باب البحر، باب سويقة، السيجومي، الزهور، الحرايرية، سيدي حسين، الوردية، الكبارية، سيدي البشير وجبل الجلود.
ٱلغيت عام 2022 بعد إقرار تعديلات على القانون الانتخابي أُعيد ترسيم الدوائر الإنتخابية على إثره.

## نتائج الانتخابات

### إنتخابات المجلس الوطني التأسيسي 2011
فيما يلي نتائج انتخابات المجلس الوطني التأسيسي التونسي 2011 للدائرة الانتخابية. وتبين القائمة الأحزاب التي فازت بمقعد واحد على الأقل:
| الحزب                    | الحزب                    | الاصوات | %    | المقاعد |
| ------------------------ | ------------------------ | ------- | ---- | ------- |
|                          | حركة النهضة              | 94٬938  | 46,3 | 4       |
|                          | التكتل                   | 27٬179  | 13,3 | 1       |
|                          | المؤتمر                  | 1٬739   | 8,5  | 1       |
|                          | القطب الديمقراطي الحداثي | 5٬010   | 2,4  | 1       |
|                          | الحزب الديمقراطي التقدمي | 697     | 3,4  | 1       |
|                          | حزب الكفاح التقدمي       | 582     | 2,9  | 1       |
| المسجلين                 | المسجلين                 | 21٬660  | 100  | 9       |
| الناخبين                 | الناخبين                 | 204٬987 |      | -       |
| الأصوات الصحيحة للقائمات | الأصوات الصحيحة للقائمات | 204٬987 | 100  | -       |
| الأوراق الملغاة والبيضاء | الأوراق الملغاة والبيضاء | 11٬618  |      | -       |

### الإنتخابات التشريعية 2019
| الحزب          | عدد الأصوات | النسبة | عدد المقاعد |
| -------------- | ----------- | ------ | ----------- |
| حركة النهضة    | 29662       | 22.43% | 2           |
| قلب تونس       | 20804       | 15.73% | 2           |
| ائتلاف الكرامة | 9898        | 7.49%  | 1           |
| الدستوري الحر  | 8613        | 6.51%  | 1           |
| الرحمة         | 6784        | 5.13%  | 1           |
| تحيا تونس      | 4196        | 3.17%  | 1           |

## إلغاؤها
في أعقاب الأزمة السياسية عام 2021، جرى تجميد برلمان 2019 وإقالة حكومة هشام المشيشي ثم إلغاء دستور 2014 وحل البرلمان. وفي 2022، أُقر دستور جديد وعدّل الرئيس قيس سعيد القانون الانتخابي فٱعيد ترسيم الدوائر الانتخابية بالبلاد وعليه ٱلغيت دائرة تونس الأولى الانتخابية.

## روابط خارجية
- الموقع الرسمي لهيئة الانتخابات.